# Michele Navarra
Michele Navarra (Corleone, 1905. január 5. – Corleone, 1958. augusztus 2.) olasz belgyógyász, a maffia tagja, 1940-től vezetője.

## Élete
Középosztálybeli családban nőtt fel. Édesapja tanár és földbirtokos volt. 
Michele feleségül vett egy, a Corleonesi klánban kiterjedt rokonsággal rendelkező nőt. Egyre mélyülő kapcsolatai és növekvő befolyása a maffián belül vezetett oda, hogy 1940-től lényegében ő lett a klán feje. Üzleti felvirágzásának egyik alapját az a jog képezte, amit az Amerikai Egyesült Államok hadseregétől kapott 1943-ban, miszerint ő gyűjthette be a szicíliai invázió során tönkrement járműveket, amire alapozva létrehozott egy fuvarozó céget. Ez igen nagy segítséget nyújtott rablások során (pl. haszonállatok eltulajdonításához jelentősebb mennyiségben).
Mindemellett Navarra – elődje Dr. Nicolosi halála után – a vezető orvosa volt Corleone város kórházának.
1945-ben került a Corleonesi klánhoz a későbbi maffiavezér Luciano Leggio, aki az egyik legjobb embere (bérgyilkosa) lett a későbbiekben Navarranak. Leggio, illetve néhány maffiatag 1948. március 10-én hajnalban elrabolták, majd maga Leggio 3 fejlövéssel megölte Placido Rizzottót Corleone város szakszervezeti vezetőjét. Az ügy igen nagy port kavart, egyrészt mert több szemtanú is volt. Az egyikük, a fiatal pásztort Giuseppe Letiziat sokkolták a látottak. Apja vitte kórházba, ahol, miután kikérdezte, egy injekcióval Dr. Navarra megölte. Az esemény után mind Leggio, mind Dr. Navarra „háttérbe húzódott”, jelen esetben a nyilvánosság elől. Noha Leggio-t a rendőrség letartóztatta a gyilkosság gyanújával; két társa is (akik részt vettek Rizzotto elrablásában) vallomást tett ellene, melyet később visszavontak. Ennek köszönhetően két év után Leggio kiszabadult, s egy új, fiatalokból álló, erős „frakciót” kezdett létre hozni, a Corleone maffiaklánon belül. Hatalmi törekvéseit Navarra természetesen nem nézte jó szemmel, s 1956-ra ez maffiaháborúig fajult. (Leggio oldalán ekkor már ott állt a fiatal Salvatore Riina, illetve Riina későbbi jobbkeze, Bernardo Provenzano). 1958 júniusában hajszál híján sikerült is Dr. Navarranak leszámolnia Leggio-val, aki hihetetlen szerencsével, jelentéktelen sérülésekkel elmenekült a helyszínről. Leggio, Riina és Provenzano 1958. augusztus 2-án Corleone közelében, golyószórókból tüzelve lepték meg Navarrat autójában, egy barátja mellett ülve. A gépjárműbe több mint 200 lövedéket eresztettek, kioltva ezzel az autóban ülők életét.
Az ezt követő 5 évben, az összes megmaradt emberét Navarranak szintén megölték/megölették.